# 101 далматинац 2: Печова авантура у Лондону
101 далматинац 2: Печова авантура у Лондону (енгл. 101 Dalmatians II: Patch's London Adventure) је амерички анимирани филм из 2003. године у продукцији Walt Disney Television Animation. Овај филм је наставак Дизнијевог класика 101 далматинац из 1961. године. Дизни је поново објавио филм 16. септембра 2008.
Главни фокус наставка је Пач, најусамљенији од штенаца, који се осећа „изгубљено у мору тачака“. Након што је случајно остављен током дана селидбе породице Редклиф и своје породице, сусреће свог ТВ хероја, Тандерболта, који га ангажује у рекламној кампањи.
101 далматинац 2: Печова авантура у Лондону је пуштен директно за видео 21. јануара 2003. Филм је поново објављен на ДВД-у 16. септембра 2008. Објављен је на Blu-ray-у 3. септембра 2012. у Уједињеном Краљевству, заједно са Blu-ray издањем оригиналног филма у Великој Британији. Коначно, филм је објављен на Blu-ray-у 9. јуна 2015. у Сједињеним Државама, након првог ХД Blu-ray издања његовог претходника.